# Calamagrostis poluninii
Calamagrostis poluninii là một loài thực vật có hoa trong họ Hòa thảo. Loài này được T.J.Sørensen mô tả khoa học đầu tiên năm 1954.